# Operation Avalanche (film)
Ne doit pas être confondu avec Opération Avalanche.
Pour plus de détails, voir Fiche technique et Distribution.
Operation Avalanche est un thriller américano-canadien coécrit, réalisé et interprété par Matthew Johnson et sorti en 2016. 

## Synopsis
En 1968, sur l'implication de la CIA dans le programme Apollo . 

## Fiche technique
- Titre original : Operation Avalanche
- Titre français :
- Titre québécois :
- Réalisation : Matthew Johnson
- Scénario : Josh Boles et Matthew Johnson
- Direction artistique : Chris Crane
- Décors : Zosia Mackenzie
- Costumes : Megan Oppenheimer
- Photographie : Andrew Appelle et Jared Raab
- Son : Matthew Chan
- Montage : Curt Lobb
- Musique :
- Production : Lee Kim et Matthew Miller
- Sociétés de production : XYZ Films, Resolute Films and Entertainment et Zapruder Films
- Sociétés de distribution : Lionsgate[2]
- Budget :
- Pays d’origine :  États-Unis/ Canada
- Langue : Anglais
- Format : Couleur
- Genre : Thriller
- Durée :
- Dates de sortie :
- États-Unis : 22 janvier 2016 (Festival du film de Sundance)

## Distribution
- Matthew Johnson
- Samantha Michelle : Helena
- Krista Madison : Julie
- Owen Williams
- Tom Bolton : Zapruder
- Sharon Belle : Sharon
- Josh Boles